# Hippocratea vignei
Hippocratea vignei là một loài thực vật có hoa trong họ Dây gối. Loài này được Hoyle mô tả khoa học đầu tiên năm 1932.